# 西英太郎

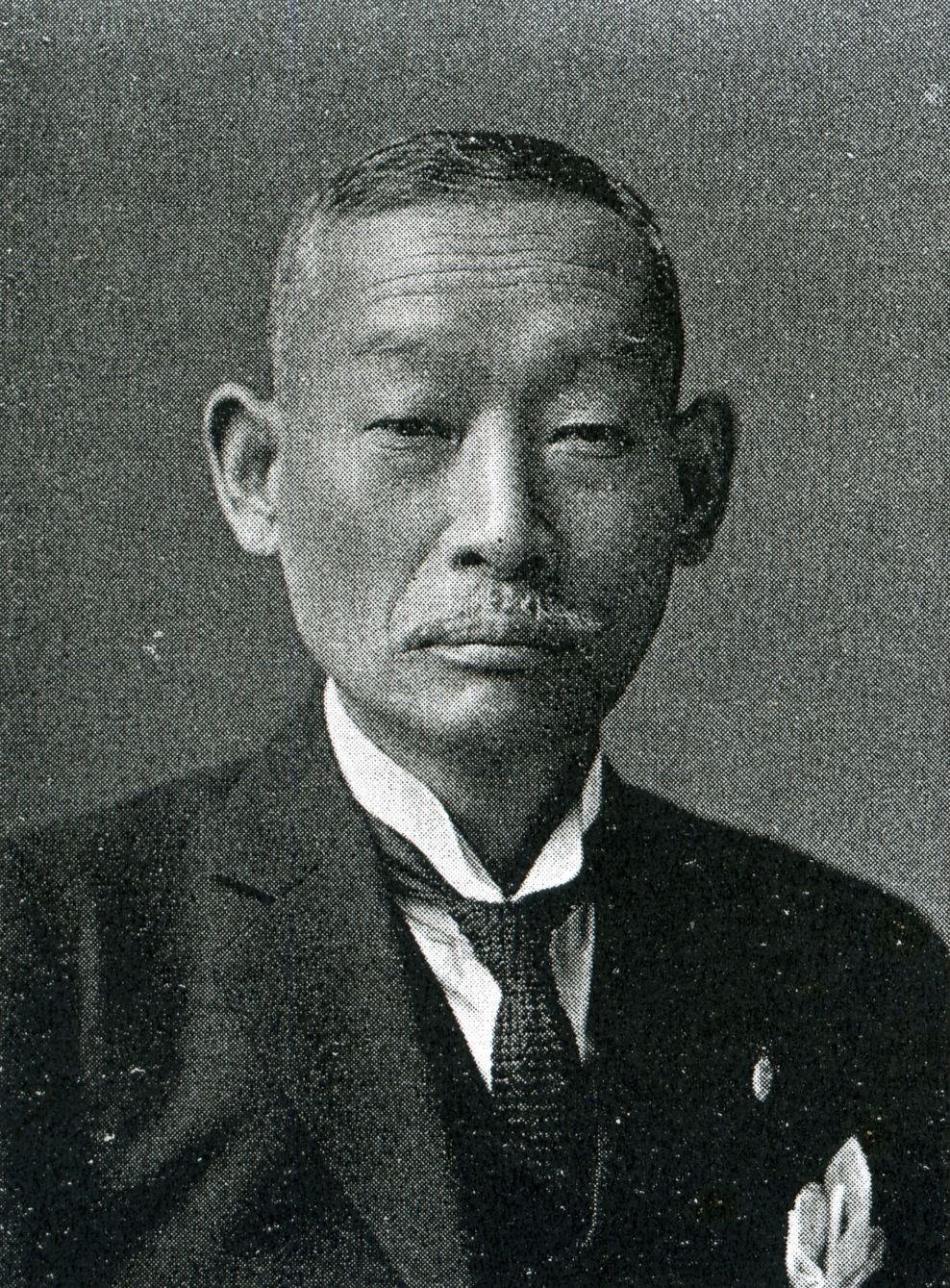
西英太郎

西 英太郎（にし えいたろう、元治元年9月3日（1864年10月3日） - 1930年（昭和5年）8月5日）は、日本の衆議院議員（立憲同志会→憲政会→立憲民政党）、実業家。

## 経歴
肥前国小城郡多久村（現在の佐賀県多久市）に、佐賀藩士西雅広の長男として生まれる。儒学者岡松甕谷に漢学を学んだ後、
東京に出て中村正直の同人社で英学を学んだ。
小城郡会議員、佐賀県議会議員を経て、1914年（大正3年）の衆議院補欠選挙に出馬し、当選。以後、当選回数は6回を数えた。
その他、佐賀県農工銀行頭取、唐津鉄道取締役、肥前電気鉄道取締役、唐津製鋼所取締役、佐賀毎日新聞社社長などを歴任した。